# Antonio Sagnier i Bassas
Antonio Sagnier i Bassas (Barcelona, 10 de juny de 1948) és un empresari català amb una trajectòria extensa en el terreny de les finances i la gestió de patrimonis. Està casat i és pare de dos fills.
Net de l'arquitecte modernista Enric Sagnier i Villavecchia, actualment és administrador de la Inmobiliaria Vila S.L., Danpan Alimentación, S.L. i Dialypa S.L., propietària de la marca comercial de la cadena de forns de pa Macxipan, Vicepresident de EDM Holding, S.A i vocal de la Fundació Vila Casas.
Antonio Sagnier es va llicenciar en Ciències Econòmiques i Empresarials per la Universitat de Barcelona el 1972. Dos anys abans de finalitzar la llicenciatura, va començar la seva carrera professional a la Banca Mas Sardá, entitat en la qual va ocupar diferents càrrecs de rellevància fins al 1982.
Posteriorment, va ser sotsdirector general en el Grupo March (Banco de Progreso i Banco Natwest March). El 1987 es va fer càrrec de la sotsdirecció general del Banco Santander.
El 1989 va fundar A. Sagnier & Asociados, una societat gestora de patrimonis, i un any més tard, es va convertir en un dels socis fundadors de PrivatBank, que el 1999 va ser adquirida pel banc belga Bank Degroof passant a ser PrivatBank Degroof. Antonio Sagnier va deixar la presidència executiva de l'entitat bancària el 2012 per centrar-se en les seves empreses familiars, ocupant el seu càrrec Pierre Paul de Schrevel.
Entre el 2002 i el 2011 ha compaginat el seu càrrec com a President Executiu de PrivatBank Degroof juntament amb els càrrecs de Conseller en Actad Inversiones S.A., Prestigi Total S.A., Quaestor Investments S.A. i Wind Corporate S.L.
En l'actualitat administra les empreses Inmobiliaria Vila S.L., Dialypa S.L. i Danpan Alimentación S.L. També és Conseller de l'empresa luxemburguesa Ventos S.A. i de EMD Holding.
Antonio Sagnier Bassas ha compaginat la seva trajectòria empresarial i financera amb la filantropia: és patró de la Fundació Vila Casas, vicepresident de la Fundació Clarós i patró honorífic de la Fundació Social del Raval.

## Obres
Un dels seus reptes ha estat reviure la memòria del seu avi, l'arquitecte Enric Sagnier, i situar la seva obra en un lloc privilegiat dins de l'arquitectura modernista. Fins al moment ha publicat tres llibres sobre l'arquitectura d'Enric Sagnier.
- AA.VV.. Sagnier. Arquitecte, Barcelona 1858-1931.  Antonio Sagnier Bassas, Barcelona, 2007. ISBN 978-84-612-0215-7.
- Barjau, Santi. Ruta Sagnier: Arquitecte. Barcelona 1858-1931.  Institut Municipal del Paisatge Urbá i La Qualitat de Vida, Ajuntament de Barcelona, 2009. ISBN 978-84-96696-13-6..[4]
- Höfer, Candida. Sagnier Architect by Candida Höfer.  Antonio Sagnier Bassas, Barcelona, 2012. ISBN 978-84-615-8169-6..[5]

En l'actualitat es troba preparant el seu quart llibre centrat en les façanes dissenyades per Enric Sagnier